# شرکت پایانه‌های نفتی ایران
شرکت پایانه‌های نفتی ایران شرکت نفت و گاز ایرانی است، که در زمینه ذخیره‌سازی، بارگیری، انتقال، صادرات و واردات نفت خام، گاز طبیعی، میعانات گازی و فرآورده‌های نفتی، همچنین ارائه خدمات فراساحلی، پشتیبانی و ترابری دریایی فعالیت می‌کند.
شرکت پایانه‌های نفتی ایران در سال ۱۳۷۸ از دارایی‌های بخش ذخیره‌سازی، بارگیری و صادرات شرکت ملی مناطق نفت‌خیز جنوب در جزیره خارگ، توسط شرکت ملی نفت ایران تأسیس شد. این شرکت هم‌اکنون دارای ۶ پایانه صادراتی می‌باشد، همچنین مسئولیت صادرات میعانات گازی از میدان پارس جنوبی را نیز برعهده دارد.

## تاریخچه
پیشینه شکل‌گیری این شرکت به زمان راه‌اندازی اسکله صادراتی خارگ بازمی‌گردد و تا پیش از تأسیس شرکت بصورت رسمی در سال ۱۳۷۸، بعنوان منطقه خارک شناخته می‌شد، که یکی از مناطق هفت گانه زیرمجموعه مناطق نفت‌خیز جنوب محسوب می‌شد. شرکت پایانه‌های نفتی سازمانی عملیاتی است، که در حوزه‌های ذخیره‌سازی، اندازه‌گیری، ارائه خدمات آزمایشگاهی، عملیات صادرات و واردات نفت خام، فرآورده‌های نفتی و میعانات گازی و ارائه خدمات دریایی فعالیت می‌کند و مأموریت اصلی آن پشتیبانی و کمک به تداوم پایدار تولید نفت و گاز کشور، از راه فرایندهای عملیات دریافت، ذخیره‌سازی، امتزاج، اندازه‌گیری و سنجش کمی و کیفی، بارگیری و تخلیه (صادرات و واردات) نفت خام و مواد نفتی تولیدی و مبادله‌ای (سواپ)، عملیات پهلودهی و جداسازی کشتی‌های نفتکش و همچنین تکمیل و ارتقای زنجیره ارزش نفت‌وگاز کشور و ایفای نقش پایداری و انعطاف‌پذیری زنجیره تأمین انرژی ملی، منطقه‌ای و بین‌المللی است. شرکت پایانه‌های نفتی دارای یدک‌کش‌های آتش‌خوار نیز می‌باشد.

## مناطق عملیاتی
- پایانه نفتی خارک
- پایانه میعانات گازی پارس جنوبی
- پایانه نفتی شمال
- پایانه نفتی ماهشهر
- پایانه نفتی جاسک
- پایانه نفتی بوشهر